# Easy Come, Easy Go (sang)
"Easy Come, Easy Go" er en komposition af Sid Wayne og Ben Weisman og er indsunget af Elvis Presley. "Easy Come, Easy Go" er titelnummer til Elvis Presley-filmen Easy Come, Easy Go fra 1967. Sangen blev indspillet af Elvis i Paramount Studio Recording Stage i Hollywood den 28. september 1966. 
"Easy Come, Easy Go" blev aldrig udgivet som single, men udkom som et af numrene på filmens soundtrack, der udsendtes som en EP-plade med de i alt seks sange fra filmen og udsendt samtidig med filmens premiere den 22. marts 1967.

Dette var i øvrigt den sidste gang der blev udgivet nyt materiale fra Presley på en EP-plade.
"Easy Come, Easy Go" er endvidere på CD'en fra 18. juli 1995 Command Performances – The Essential 60's Masters, vol. 2, som er en samling af de bedre af Elvis' filmsange fra 1960'ernes spillefilm.

## Besætning
Ved indspilningen af "Easy Come, Easy Go" og de øvrige fem numre på EP'en deltog:
- Elvis Presley – sang
- The Jordanaires – kor, baggrund
- Anthony Terran, trompet
- Mike Henderson, trompet
- Butch Parker, trombone
- Meredith Flory, saxofon
- William Hood, saxofon
- Scotty Moore, guitar
- Tiny Timbrell, guitar
- Charlie McCoy, guitar, orgel, mundharmonika
- Michael Rubini, cembalo
- Bob Moore, bas
- Jerry Scheff, bas
- D.J. Fontana, trommer
- Buddy Harman, trommer
- Hal Blaine, trommer
- Curry Tjader, trommer
- Emil Radocchia, slagtøj